# 景真八角亭
景真八角亭位于雲南省西雙版納傣族自治州勐海縣勐遮鎮景真村，为南传上座部佛寺戒堂。除戒堂外，景真佛寺其余建筑已经重建。戒堂始建于清康熙四十年（1701年，傣曆1063年）。通高15.42米，由基座、亭身、屋顶、亭刹组成。
基座、亭身为砖砌，平面呈折角“亚”字形。亭身四面辟门，上承木结构圆形屋檐，再上为锥形八面十一层八组悬山顶。亭刹为4米长铁杆，包镶银制花卉，造型优美。1978年大修，1988年公布为第三批全国重点文物保护单位。

## 图片
- 正面
- 侧面
- 屋脊
- 脊刹
- 折角亚字外墙
- 戒堂正门